# Admontia flavibasis
Admontia flavibasis är en tvåvingeart som beskrevs av Aldrich 1934. Admontia flavibasis ingår i släktet Admontia och familjen parasitflugor. Inga underarter finns listade i Catalogue of Life.